# Јернут
Јернут (рум. Iernut, мађ. Radnót) град је у Румунији. Он се налази у средишњем делу земље, у историјској покрајини Трансилванија. Јернут је четврти по важности град округа Муреш.
Јернут је према последњем попису из 2002. године имала 9.523 становника.

## Географија
Град Јернут налази се у средишњем делу историјске покрајине Трансилваније, око 90 km југоисточно до Клужа.
Јернут је смештен у котлини реке Мориш, на приближно 350 m надморске висине. Северно и јужно од града протежу се нижи Карпати, а западно се пружа бреговито подручје средишње Трансилваније.

## Становништво
У односу на попис из 2002., број становника на попису из 2011. се смањио.
| 1992. | 2002. | 2011. |
| ----- | ----- | ----- |
| 9.719 | 9.833 | 8.373 |

Матични Румуни чине већину градског становништва Јернута (76%), а од мањина присутни су Мађари (15%) и Роми (9%). Мађари су почетком 20. века чинили већину градског становништва. До средине 20. века у граду су били бројни и Јевреји и Немци.